# Гидрид кобальта
Гидрид кобальта — неорганическое соединение металла кобальта и водорода с формулой CoH,
серые кристаллы.

## Получение
- Разложение дигидрида кобальта при нагревании:

{\displaystyle {\mathsf {2CoH_{2}\ {\xrightarrow {45^{o}C}}\ 2CoH+H_{2}}}}

## Физические свойства
Гидрид кобальта образует серые кристаллы.

## Химические свойства
- Разлагается при нагревании:

{\displaystyle {\mathsf {2CoH\ {\xrightarrow {150^{o}C}}\ Co+H_{2}}}}